# Mývatnsöræfi
Mývatnsöræfi är ett lavafält i republiken Island. Det ligger i regionen Norðurland eystra, i den norra delen av landet. 